# Crossoglossa dalessandroi
Crossoglossa dalessandroi är en orkidéart som först beskrevs av Dodson, och fick sitt nu gällande namn av Dodson. Crossoglossa dalessandroi ingår i släktet Crossoglossa, och familjen orkidéer. Inga underarter finns listade i Catalogue of Life.